# Ametropus ammophilus
Espèce
Ametropus ammophilus est une espèce d'insectes de l'ordre des éphéméroptères.

## Distribution
Cette espèce se rencontre au Canada.